# 希吾勒乡
希吾勒乡，是中华人民共和国新疆维吾尔自治区和田地區于田县下辖的一个乡镇级行政单位。

## 行政区划
希吾勒乡下辖以下地区：
库什喀其巴格村、达西库勒村、奥居鲁克村和英阿瓦提村。